# Лейлі і Меджнун (Фізулі)
«Лейлі́ і Меджну́н» (азерб. Leyli və Məcnun, لیلی و مجنون) — ліро-епічна поема поета XVI століття Мухаммеда Фізулі, що оповідає про кохання юнака Гейса, прозваного «Меджнуном» («Божевільний») до красуні Лейлі. Написана 1536 року азербайджанською мовою. Ця поема вважається вершиною творчості Фізулі. Вона складається з 3096 бейтів і присвячена османському правителю Багдада Увейс-паші. За мотивами поеми 1907 року Узеїр Гаджибеков написав першу азербайджанську оперу «Лейлі і Меджнун».

## Аналіз твору
Фізулі створив поему, тісно пов'язану з азербайджанською усно-поетичною творчістю, продовжуючи і оновлюючи традиції попередників, особливо класика перської поезії Нізамі Гянджеві, що першим написав 1188 році поему «Лейлі і Меджнун» на основі давньої арабської легенди. Однак, на відміну від Нізамі, Фізулі вставив у поему ліричні вірші (22 газелі, 2 морабби, і 2 монаджати), які гармонійно вписуються в оповідь, і разом з тим залишаються самостійними.
Герой поеми — поет Меджнун (Гейс) шукає сенс і щастя свого життя в романтичному коханні. Однак феодально-релігійні традиції і звичаї ворожі його ідеалам. В очах оточення він — «меджнун» (тобто одержимий). Його любов до прекрасної Лейлі суворо засуджує суспільне коло, до якого він належить. Це одне з джерел трагічного конфлікту. Незважаючи на те, що в кінці поеми посилюються містичні мотиви, Фізулі показав у ній істинно людську любов.
В Інституті сходознавства Російської академії наук зберігається 12 списків рукописів поеми «Лейлі та Меджнун»

## Сюжет
Фізулі починає оповідь з молитви до Бога (Ilahi). Лейлу він називає втіленням істини (həqiqət), яка прикрашає сяйвом своєї краси, а Меджнун названий заблукалим у пустелі невідання. В рубаях Фізулі називає Бога джерелом любові (eşq), міцність якої подібна до ланцюгів (zəncir). Світ (Dünya) названий «завісою» (niqab) Бога, який зберігає 7 троянд і 10 квітників (gülüstan). Фізулі згадує, що навіть сам час (zəman) і наш розум (əql) створені Аллахом. Він закликає дотримуватись шаріату Пророка і не захоплюватися ні багатством, ні вином, ні гашишем. Далі Фізулі возвеличує Пророка, який наяву бачив Джібріла (Cibril) і здіймався на небеса на Бураці (Büraq). Відзначаючи тягар життя, він проте визнає, що вино і заступництво земних владик здатні полегшити існування поета. Як приклад Фізулі посилається на Абу-Нуваса, Навої і Нізамі. Чимало рядків він адресує виночерпцю (saqi), аби той налив йому вина.
Після тривалого вступу, Фізулі вирішує розповісти історію кохання Лейлі і Меджуна. Свою розповідь він починає з того, як у сім'ї арабського шейха з Неджда народився хлопчик на ім'я Гейс (Qeys). У школі хлопчик закохався (məhəbbət) в красуню (gözəl) Лейлу, яка причарувала його своїми очима, бровами і волоссям, а також червоними немов троянда губами і самшитовим станом. Гейса Фізулі також змальовує привабливим (şirin) і порівнює з кипарисом, його очі й брови з квіткою нарциса, а дихання — з запахом троянд. З часом закоханість переросла в сильне кохання (eşq), яке затьмарило розум і Гейс став бранцем (əsir) свого почуття. Однак мати дівчини побоюється безчестя і ганьби, до яких може призвести ця любов. Тому Лейла змушена залишити школу і в самоті сумувати про свою розлуку (cüdalıq). В сумі (dərd), картаючи свою долю (fələk), перебуває і Гейс, якого навколишні стали називати Меджнуном (одержимим). Після короткої випадкової зустрічі з коханою, Меджнун прощається з друзями і вирушає в пустелю. В своєму останньому вірші він протиставляє розум (əql) і любов (eşq): «Я, побачивши простір любові, сходжу з розумного шляху».
Засмучений батько Меджнуна відшукує свого сина в пустелі і спонукає повернутися додому. Він намагається закликати його до волі (azad) від рабської пристрасті і навіть читає вірш проти любові, називаючи її «недугою душі» (afəti-can). Бачачи непохитність Меджнуна, його батько наважується на сватання до батька Лейлі, але той відмовляється видати дочку за божевільного. Батько Меджнуна безуспішно шукає ліки від божевілля свого сина. Нарешті йому радять здійснити хадж і зцілитися біля чорного каменя (qara daş). Однак і це не допомагає. Деяку втіху Меджнун знаходить у горах. Потім він, перейнявшись співчуттям, звільняє з сітей газель (qəzal) і голубку (kəbutər). Тим часом Лейлу сватає завидний наречений Ібн Салам. Меджнуна в пустелі знаходить Ноуфал (Növfəl) і вербує в свій загін, обіцяючи знову з'єднати його з Лейлою. Загін румійського тюрка Ноуфала нападає на плем'я Лейлі, однак Меджнун страждає від загибелі родичів своєї коханої і не бажає перемоги будь-якою ціною. Ноуфал перемагає, однак батько Лейлі наполягає на священності уз шлюбу з Ібн Саламом. Меджнун у пустелі стає аскетом і починає розуміти тлінність навколишнього світу. Однак за його молитвами Ібн Салам чахне і Лейлі стає вдовою. Лейлі верхи на верблюдиці вирушає на пошуки Меджнуна, але той не прагне відновити стосунки з колишньою коханою, оскільки він досяг «досконалого стану» (vücudi-kamil). У відчаї Лейлі захворює і вмирає. Дізнавшись про її смерть, приходить на її могилу і також вмирає Меджнун. Фізулі оповідає, що їхній друг Зейд (Zeyd) уві сні бачить закохану пару в раю.

## Світ Лейлі і Меджнуна
Фізулі в своїй поемі дає докладний опис навколишньої природи. З ландшафтів переважає пустеля (səhra).
- З фауни згадані метелик (pərvanə), соловей (bülbül), голуб (kəbutər), газель (qəzal), олень (gəvəzn), вовк (gürg), лисиця (rubah), лев (arslan, şir), тигр (pələng) і леопард (qaplan).
- З рослин: троянда (gül), мак/тюльпан (lalə), нарцис (nərgis), самшит (şümşad) і кипарис (sərv)
- З країн: Рум (Rum), Сирія (Şam), Неджд (Nəcd), Хіджаз (Hicaz), Хорасан (Xorasan).
- З планет: Зухра, Юпітер (Müştəri, Bərcis), Утарид (Ütarid), Бахрам (Bəhram) і Сатурн (Keyvan).
- З сузір'їв: Овен (Həməl), Скорпіон (Əqrəb) і Плеяди (Sürəyya).
- З народів: тюрки (тürk) і араби (ərəb).

## Галерея

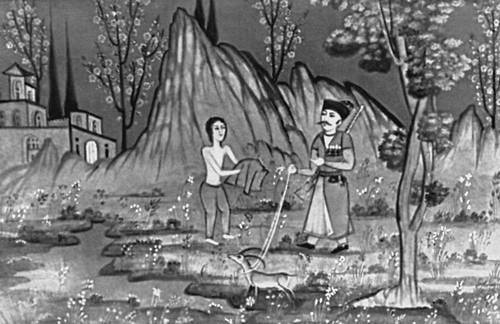
«Меджнун з ланню», мініатюра XVIII століття до поеми
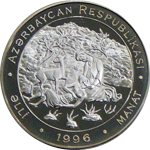
Пам'ятна монета Азербайджану з зображенням Меджнуна, випущена на честь 500-річчя Фізулі

## Видання
- Ed. N. H. Onan as Leylâ vü Mecnûn, Istanbul, 1935
- Физули, Лейли и Меджнун, пер. с азерб. А. Старостина. Вступ. статья Р. Алиева, М., 1958 (рос.)
- tr. S. Huri as Leyla and Mejnûn by Fuzûlî, London, 1970
- Ed. H. Ayan, Istanbul, 1981
- M.Füzuli «Leyli və Məcnun» poeması. Bakı-Maarif, 1991(азерб.)
- Ed. M. Doğan, Istanbul, 1996
- Мухаммед Физули. Произведения = Məhəmməd Füzuli. Əsərləri. — Б. : Azərbaycan, 1996. — Т. II.(азерб.)
- Мухаммед Физули. Произведения = Məhəmməd Füzuli. Əsərləri / Под ред. Т. Керимли. — Б. : Şərq-Qərb, 2005. — Т. II. — 336 с. — ISBN 9952-418-51-2.(азерб.)